# Caroline Steffen
Pour les articles homonymes, voir Steffen.
Caroline Steffen née le 18 septembre 1978 à Spiez est une triathlète professionnelle suisse. Championne du monde longue distance en 2010 et 2012. Vice-championne du monde d'Ironman à Kailua-Kona (Hawaï) en 2012 et multiple vainqueurs sur les circuits Ironman et Ironman 70.3. Avant de commencer sa carrière de triathlète, elle fait partie de l’équipe de natation suisse puis de l'équipe cycliste féminine : Garmin-Cervelo.

## Biographie

### Jeunesse
Caroline  Steffen commence sa carrière sportive comme nageuse de compétition. Elle  connait un succès en catégorie junior et  fait partie de l'équipe nationale seniors. En 2002 elle subit une opération chirurgicale de l'épaule et se retire de la natation de compétition. Après avoir participé à une compétition multi-sports suisse de deux jours, le Gigathlon où elle découvre les sports d'endurance, elle débute en triathlon.

### Carrière en triathlon
En 2006, après quelques triathlons de courtes distances, elle participe à l'Ironman Suisse et termine deuxième dans son groupe d'âge, affichant un temps sous la barre des dix heures. Qualifiée aux championnats du monde d'Ironman à Kona, elle termine cette première participation en tant qu'amateur à la troisième place de son groupe d'âge, avec un temps inférieur  à dix heures. Elle  se concentre alors sur le  cyclisme jugeant  son niveau trop faible au regard de la concurrence. Elle est invitée à se joindre à l'équipe professionnelle suisse Garmin-Cervelo aux côtés de Nicole Cooke et Karin Thürig. Son gabarit physique, trop grand pour être une grimpeuse et pas assez pour être un sprinteuse, la cantonne dans un rôle d'équipière. Malgré les nettes améliorations de son niveau, le cyclisme professionnel ne lui fournit pas une entière satisfaction.
En mai 2008, Caroline Steffen décide de quitter l'équipe et de tenter sa chance en tant que triathlète professionnelle. Peu de temps après, elle participe de nouveau à des compétitions sur le circuit Ironman. Elle  s'installe  en Australie et  quitte son emploi pour se concentrer sur son entrainement. Elle remporte ses premiers succès  sur Ironman 70.3 et Ironman et attire l'attention de l'entraîneur Brett Sutton qui l'invite à rejoindre l'équipe TTB. C'est au sein de cette équipe que lui est attribué le surnom de « Xena la princesse guerrière » ou simplement « Xena ». En 2009, elle prend la quatrième place aux championnats du monde Ironman 70.3 à Clearwater, en Floride. Quelques mois plus tard, elle remporte sa première course majeure, l'Ironman 70.3 Geelong. Elle confirme son niveau international, avec une victoire aux championnats du monde de triathlon longue distance ITU . En 2012 elle gagne de nouveau le championnat du monde longue distance ITU et devient en octobre, vice-champion du monde en prenant la deuxième place aux championnats du  monde d'Ironman, à Kona. L'année suivante, en 2013 elle commencera sa saison de course à l'Ironman 70.3 Ironman Auckland et Melbourne, où elle finit 2e et 3e. Elle remporte cette année-là, le Challenge Roth  et Ironman 70.3 Philippines. Entraînée par Brett Sutton depuis 2010, elle choisit en 2014 d'entamer une collaboration sportive avec le champion du monde d'Ironman Chris McCormack qui commence sa carrière d’entraîneur.

### Vie privée et professionnelle
Caroline Steffen est architecte de formation et vit avec son partenaire, le triathlète australien David Dellow.

## Palmarès
Le tableau présente les résultats les plus significatifs (podium) obtenus sur le circuit international de triathlon depuis 2010.
| Année | Compétition                                        | Pays           | Position           | Temps           |
| ----- | -------------------------------------------------- | -------------- | ------------------ | --------------- |
| 2019  | Ironman 70.3 Subic Bay                             | Philippines    | Médaille d'or      | 4 h 29 min 14 s |
| 2019  | Ironman 70.3 Sunshine Coast                        | Chine          | Médaille d'or      | 4 h 6 min 32 s  |
| 2019  | Ironman 70.3 Philippines                           | Philippines    | Médaille d'or      | 4 h 24 min 10 s |
| 2019  | Ironman Western Australia                          | Australie      | Médaille d'or      | 8 h 49 min 46 s |
| 2019  | Ironman 70.3 Shanghai                              | Australie      | Médaille d'or      | 4 h 5 min 44 s  |
| 2016  | Championnats du monde de triathlon longue distance | États-Unis     | Médaille d'argent  | 6 h 44 min 40 s |
| 2016  | Ironman 70.3 Philippines                           | Philippines    | Médaille d'or      | 4 h 16 min 19 s |
| 2016  | Ironman 70.3 Vietnam                               | Viêt Nam       | Médaille d'or      | 4 h 12 min 18 s |
| 2015  | Ironman 70.3 Philippines                           | Philippines    | Médaille d'or      | 4 h 23 min 54 s |
| 2015  | Ironman Allemagne                                  | Allemagne      | Médaille de bronze | 9 h 11 min 55 s |
| 2015  | Ironman 70.3 Vietnam                               | Viêt Nam       | Médaille d'or      | 4 h 21 min 40 s |
| 2014  | Challenge Roth                                     | Allemagne      | Médaille de bronze | 8 h 48 min 42 s |
| 2014  | Ironman Melbourne                                  | Australie      | Médaille d'or      | 8 h 57 min 57 s |
| 2014  | Ironman 70.3 Sunshine Coast                        | Australie      | Médaille d'or      | 4 h 12 min 6 s  |
| 2014  | Ironman 70.3 Camarine Sur                          | Philippines    | Médaille d'or      | 4 h 32 min 34 s |
| 2014  | Challenge Melbourne XL                             | Australie      | Médaille d'argent  | 4 h 20 min 5 s  |
| 2013  | Ironman 70.3 Auckland                              | Australie      | Médaille d'or      | 4 h 25 min 16 s |
| 2013  | Ironman 70.3 Camarine Sur                          | Philippines    | Médaille d'or      | 4 h 16 min 12 s |
| 2013  | Challenge Roth                                     | Allemagne      | Médaille d'or      | 8 h 40 min 35 s |
| 2013  | Ironman Melbourne                                  | Australie      | Médaille de bronze | 8 h 31 min 21 s |
| 2012  | Ironman - Championnat du monde à Kailua-Kona       | États-Unis     | Médaille d'argent  | 9 h 16 min 58 s |
| 2012  | Championnat du monde longue distance               | Espagne        | Médaille d'or      | 5 h 28 min 37 s |
| 2012  | Ironman Frankfort                                  | Allemagne      | Médaille d'or      | 8 h 52 min 33 s |
| 2012  | Samui Triathlon                                    | Thaïlande      | Médaille d'or      | 6 h 50 min 43 s |
| 2012  | Ironman Melbourne                                  | Australie      | Médaille d'or      | 8 h 34 min 51 s |
| 2011  | Triathlon de Gérardmer XL                          | France         | Médaille d'or      | 4 h 50 min 33 s |
| 2011  | Challenge Aarhus XL                                | Norvège        | Médaille d'or      | 4 h 4 min 16 s  |
| 2011  | Ironman 70.3 Rapperswil-Jona                       | Suisse         | Médaille d'or      | 4 h 15 min 10 s |
| 2011  | Ironman Allemagne                                  | Allemagne      | Médaille d'or      | 9 h 12 min 13 s |
| 2011  | Ironman Australie                                  | Australie      | Médaille d'or      | 9 h 29 min 54 s |
| 2010  | Ironman - Championnat du monde à Kailua-Kona       | États-Unis     | Médaille d'argent  | 9 h 6 min 0 s   |
| 2010  | Championnat du monde longue distance               | Allemagne      | Médaille d'or      | 6 h 7 min 16 s  |
| 2010  | Triathlon de Gérardmer XL                          | France         | Médaille d'or      | 4 h 52 min 1 s  |
| 2010  | Ironman Port Elisabeth                             | Afrique du Sud | Médaille d'argent  | 9 h 22 min 0 s  |
| 2010  | Ironman 70.3 Phuket                                | Thaïlande      | Médaille d'or      | 4 h 20 min 13 s |
| 2010  | Ironman 70.3 Rapperswil-Jona                       | Suisse         | Médaille d'or      | 4 h 19 min 29 s |
| 2010  | Ironman 70.3 Singapore                             | Singapour      | Médaille d'or      | 4 h 18 min 14 s |
| 2010  | Ironman 70.3 Geelong                               | Australie      | Médaille d'or      | 4 h 14 min 32 s |